# Kazuo Kubokawa
Kazuo Kubokawa (în japoneză 窪川一雄, citit: Kubokawa Kazuo, n.1903 –d. 3 ianuarie 1943) a fost un  astronom japonez.

## Biografie
În 1929, împreună cu Okuro Oikawa, el a codescoperit asteroidul 1139 Atami. Mai târziu, în anul 1934, s-a ocupat cu observarea meteorilor..
În timpul ocupației japoneze a Taiwanului, el a fost președinte al secției taiwaneze a Asociaței astronomice, începând din 1938. În 1942, a început să construiască „Noul Observator de pe Munte” (în japoneză: 新高山 天文台), în vârful muntelui Yu Shan, dar a murit de febră tifoidă, în anul următor și construcția a fost oprită.

## Onoruri
Asteroidul 6140 Kubokawa (1992 AT1) a primit numele în onoarea astronomului Kazuo Kubokawa.